# Malawimonadida
Malawimonadida — невелика група мікроорганізмів, що займають базальне положення в еволюційному дереві еукаріотів і містить лише три визнані види.

## Класифікація
Спочатку Malawimonadida був монотипним порядком, що містив лише родину Malawimonadidae та рід Malawimonas. У 2018 році вперше описано і додано до цієї родини рід Gefionella. У 2020 році до групи було додано новий рід Imasa та нову родину Imasidae.
- родина Imasidae Heiss, Simpson, & Kim 2020
  - рід Imasa Heiss, Simpson, & Kim 2020
    - вид I. heleensis Heiss, Simpson, & Kim 2020
- родина Malawimonadidae O'Kelly & Nerad 1999
  - рід Gefionella Heiss, Ekelund & Simpson 2018
    - вид G. okellyi Heiss, Ekelund & Simpson 2018

  - рід Malawimonas O'Kelly & Nerad 1999
    - вид M. jakobiformis O'Kelly & Nerad 1999

## Опис
Malawimonada — це група невеликих вільноживучих дводжгутикових найпростіших, що зустрічаються в прісній воді або ґрунті, зовні схожі на Carpediemonas, але вони не є спорідненими. Вони мають типове мітохондріальне дихання та дископодібні кристи, дві кінетосоми, задній джгутик з одним вентральним веслом (Malawimonas) або двома протилежними веслами (Gefionella ).

## Філогенетика
Malawimonadida є монофілетичною кладою в основі Eukaryota, але немає консенсусу щодо еволюційних зв'язків між іншими базальними групами, такими як Discoba, Metamonada, Ancyromonadida та Podiata. Сестринська група Malawimonadida сильно відрізняється в різних аналізах. Деякі філогенетичні аналізи виявляють Malawimonadida сестринською групою до Podiata. Інші аналізи відновлюють Malawimonadida як сестринську групу до Discoba або Metamonada. Декілька нечисленних сучасних досліджень визначають Malawimonadida, Discoba та Metamonada, як частини монофілетичної клади Excavata.
|  | Tsukubea                                                     |
|  |                                                              |
|  | \| \| Euglenozoa \| \| \| \| \| \| Heterolobosea \| \| \| \| |
|  |                                                              |
|  | Euglenozoa                                                   |
|  |                                                              |
|  | Heterolobosea                                                |
|  |                                                              |

|  | Euglenozoa    |
|  |               |
|  | Heterolobosea |
|  |               |

|  | Tsukubea                                                     |
|  |                                                              |
|  | \| \| Euglenozoa \| \| \| \| \| \| Heterolobosea \| \| \| \| |
|  |                                                              |
|  | Euglenozoa                                                   |
|  |                                                              |
|  | Heterolobosea                                                |
|  |                                                              |

|  | Euglenozoa    |
|  |               |
|  | Heterolobosea |
|  |               |

|  | CRuMs                                  |
|  |                                        |
|  | Amorphea (амебозої, гриби, тварини...) |
|  |                                        |

|  | Tsukubea                                                     |
|  |                                                              |
|  | \| \| Euglenozoa \| \| \| \| \| \| Heterolobosea \| \| \| \| |
|  |                                                              |
|  | Euglenozoa                                                   |
|  |                                                              |
|  | Heterolobosea                                                |
|  |                                                              |

|  | Euglenozoa    |
|  |               |
|  | Heterolobosea |
|  |               |

|  | Tsukubea                                                     |
|  |                                                              |
|  | \| \| Euglenozoa \| \| \| \| \| \| Heterolobosea \| \| \| \| |
|  |                                                              |
|  | Euglenozoa                                                   |
|  |                                                              |
|  | Heterolobosea                                                |
|  |                                                              |

|  | Euglenozoa    |
|  |               |
|  | Heterolobosea |
|  |               |

|  | CRuMs                                  |
|  |                                        |
|  | Amorphea (амебозої, гриби, тварини...) |
|  |                                        |

Останній спільний предок еукаріот (LECA) міг бути схожим на Malawimonads або Jacobida і, можливо, мав складний цитоскелет, пов'язаний із джгутиками.